# Xã Wamduska, Quận Nelson, Bắc Dakota
Xã Wamduska (tiếng Anh: Wamduska Township) là một xã thuộc quận Nelson, tiểu bang Bắc Dakota, Hoa Kỳ. Năm 2010, dân số của xã này là 34 người.